# Nicolette Teo
Teo Wei Min, detta Nicolette (張維敏T, 张维敏S, Zhāng WéimǐnP; Singapore, 19 aprile 1986), è un'ex nuotatrice singaporiana.
Specializzata nella rana ha partecipato alle Olimpiadi di Sydney 2000 e di Atene 2004.